# É da Pista
É da Pista é o álbum de estreia  do cantor e drag queen brasileiro Lia Clark, lançado em 22 de novembro de 2018.

## Lista de faixas
Lista de faixas adaptadas do ITunes.
| N.º            | Título                                 | Duração |  |
| 1.             | "É da Pista"                           | 2:49    |  |
| 2.             | "Bumbum no Ar" (feat. Wanessa Camargo) | 3:12    |  |
| 3.             | "Taca Raba" (feat. PANKADON)           | 2:18    |  |
| 4.             | "Tu Aguenta" (feat. DJ Thai)           | 2:44    |  |
| 5.             | "Tchurururu"                           | 2:31    |  |
| 6.             | "Terremoto" (feat. Gloria Groove)      | 2:20    |  |
| 7.             | "Embrazô"                              | 3:03    |  |
| 8.             | "Nude"                                 | 2:57    |  |
| 9.             | "Q.M.T" (feat. Heavy Baile)            | 2:45    |  |
| 10.            | "Tipo de Garota"                       | 2:57    |  |
| Duração total: | Duração total:                         | 27:37   |  |